# 中条信実
中条 信実（ちゅうじょう のぶざね、延宝4年（1676年）- 元文4年4月19日（1739年5月26日））は、高家旗本。中条信慶の長男。初名は信治、信福、信澄。通称は主税。官位は従四位上左少将・大和守。
元禄5年（1692年）11月1日将軍徳川綱吉に御目見する。元禄14年9月18日父信慶の隠居により、家督を相続する。同年9月21日、高家職に就き、従五位下侍従・山城守に叙任する。後に従四位上左少将にまで昇進する。また、対馬守、大和守に改める。元禄15年（1702年）12月22日下野国河内郡などで500石を加増される。正徳3年（1713年）6月18日高家肝煎になる。元文4年（1739年）4月19日死去、64歳。
正妻は中根正武の娘。養子信秀（実弟）ら二男四女あり。実男子は早世。娘は松平信辰、三好善政、吉川経永、笹本忠省にそれぞれ嫁いでいる。